# Ананченко, Михаил Олегович
Михаил Олегович Ананченко (укр. Михайло Олегович Ананченко; род. 17 ноября 1994 года, Сумы, Украина) — украинский политик и общественный активист, помощник Сумского городского головы, Студенческий президент Украины, председатель ОО «Украинский молодежный совет».
Народный депутат Украины IX созыва, член партии «Слуга народа», председатель Сумской областной организации. Руководитель группы по межпарламентским связям с Иорданом, сопредседатель группы по межпарламентским связям с Государством Катар.

## Биография
Родился 1994 года в Сумах.
В 2010 году во время учебы в школе начал заниматься волонтерством при детских домах и городских центрах реабилитации.
В 2012 году поступил на факультет иностранных языков Сумского педагогического университета, был избран заместителем председателя профсоюзной организации студентов вузов. После окончания обучения по первой специальности продолжил получать высшее образование по специальности «Административный менеджмент».
Занимался журналистикой и в 2013 году вошел в состав Национального союза журналистов Украины.
В 2014 стал арт-директором ночного клуба, а через год — пиар-менеджером. Организовывал молодежные мероприятия в Сумах (Student Growing Up).
В 2015 году работал заместителем директора Виза-тур на Украине.
16 декабря Ананченко заявил о нападении на него двух людей в балаклавах. Впоследствии СБУ заявила, что «нападение» был постановочным, а видео опубликовано в рамках операции СБУ.

## Общественная деятельность
В 2015 был избран председателем профкома студентов и аспирантов Сумского педагогического университета, организовывал студенческие форумы.
В 2016 стал Студенческим мэром Сумщины. Развивал сотрудничество с «Британской молодежным советом», «Национальным студенческим союзом» и другими организациями. В 2016—2017 учебном году работал Студенческим президентом Украины и председателем комитета фандрайзинга Украинской ассоциации студентов.
Отмечен благодарностью Комитета Верховной Рады Украины по вопросам науки и образования за значительный вклад в развитие студенческого самоуправляющегося движения и молодежной политики Украины.
В 2021 году вместе Председателем Сумского областного совета Виктором Федорченко и председателем ОГА Дмитрием Живицким приобрели 15 машин для Центра экстренной медицинской помощи и медицины катастроф.

## Политическая деятельность
В 2018 году вошел в состав исполнительного комитета Сумского городского совета, заняв должность помощника городского головы Сум Александра Лысенко.
В конце 2017 стал соучредителем и руководителем ОО «Украинский молодежный совет» и "Всеукраинское объединение «Сумы Псел».
В феврале-апреле 2019 Ананченко на выборах Президента Украины был представителем кандидата в президенты Зеленского по Сумской области.
Ананченко является ответственным за реализацию президентской программы «Здоровая Украина» в Сумской области. Основной целью инициативы является популяризация здорового образа жизни и развитие спортивной инфраструктуры (площадки, парки и т. д.).
Член Комитета ВРУ по вопросам внешней политики и межпарламентского сотрудничества, председатель подкомитета по вопросам законодательного обеспечения и контроля за деятельностью дипломатической службы. Является руководителем группы по межпарламентским связям с Иорданским Хашимитским Королевством, сопредседателем группы по межпарламентским связям с Государством Катар, заместителем председателя группы по межпарламентским связям с Португальской Республикой, секретарем группы по межпарламентским связям с Ливанской Республикой, членом групп с межпарламентских связей с Канадой, Чешской Республикой и Республикой Индия.

## Семья
Отец Олег Ананченко пять раз был кандидатом в народные депутаты Украины. В 2006 году баллотировался на пост Сумского городского головы, занял 4 место среди 28 кандидатов. Мать Маргарита Ананченко.
Не женат.